# Szentendrei Református Gimnázium
A Szentendrei Református Gimnázium kezdetei az 1620-as évekre nyúlnak vissza, ez időtől ismert a szentendrei lelkipásztorok névsora, a korabeli egyházi iskoláról azonban ekkorról még nem maradt fenn írott emlék.  Az első név szerint ismert református tanítói névsor 1825-ből való, és 1905-ből maradtak fenn adatok a református polgári iskola alapításával kapcsolatban. A következő fontos évszám 1929, ekkor építette az egyházközség a nyolc tantermes iskolát, valamint fiú és leány-kollégiumot is fenntart, melyet 1950-ben kártalanítás nélkül, telekkel, épületekkel együtt teljes berendezéssel együtt államosítottak. 1991-ben merült fel újból az igény a református középiskola újra indítására a helyi és környékbeli gyülekezetekben.

## Története

### Előzmények
Szentendrén a református tanítók első névsora 1825-ből való. 1905-ben református polgári iskolát alapítottak, 1929-ben az egyházközség nyolc tantermes iskolát épített, fiú és leány-kollégiumot tartott fenn. 1950-ben a polgári iskolát és a kollégiumot kártalanítás nélküli államosították telekkel, épületekkel, teljes berendezéssel együtt.
1991-ben a Szentendrei Református Egyház felmérést végzett a református középiskola iránti igényre a helyi és környékbeli gyülekezetekben. Az egyházközség szándéknyilatkozatot adott ki gimnázium indításáról. 1995-ben sikerül megállapodni a szentendrei önkormányzat és az egyházközség között, hogy a Martinovics utca 11. szám alatti ingatlant tulajdonba kapja az egyházközség.

## Építkezés
1999-ben megkezdődött a tűzoltósági épület üres részének iskolává alakítása: az épület teljes szerkezetének és födémeinek statikai megerősítése, az összes nyílászáró cseréje, az elavult és használhatatlan elektromos, vizes és fűtési rendszer cseréje, az Áprily tér és a Martinovics utca csatornázása a Ferences Gimnáziumtól az épületig, csatornabekötés, új lépcsőház és vizesblokkok létesítése, első lépésként három tanterem és az alagsorban tanári kialakítása, GSM adó-szobák toronyba való felköltöztetése, szabadtéri sportpálya létesítése, új gázbekötés, ezzel egy időben tanárok és diákok felvétele. Az iskola első évi építkezései és részleges felszerelése bruttó 65 millió Ft-ot tettek ki. Az egyházkerület ebből 10 millió Ft segélyt tudott vállalni, többit az egyházközség, az Egyesület és az Alapítvány teremtette elő. Az egyházközség százhatvankét felnőtt tagja végez legalább egy napos, ingyenes egyházi közmunkát az építkezésen az iskolaindítás első évében, sokan azonban ennél többet tesznek.
Az épület utcai szárnyában a városi tűzoltóság, udvari szárnyában 1999. szeptember 1-jétől a gimnázium működött két ötödik és egy kilencedik osztállyal, a kettő közötti részen pedig építkezés folyt (tanári, ügyviteli szobák, portahelység és aula kialakítása).
2001-ben kiköltözött a gimnázium épületéből a tűzoltóság. Öt új tanterem létesítése, aula bővítése, teljes emeleti rész befejezése. Számítástechnikai szaktanterem kialakítása és felszerelése. Két család 600.000 Ft-os adományából felszerelésre került az alagsori kondicionáló-terem is. Felavatásra került a gimnázium számítástechnikai szaktantermében kialakított ECDL (European Computer Driving Licence) Számítástechnikai Képzési és Vizsgaközpont. A központ tanfolyamai és vizsgalehetőségei az iskola tanulóin kívül másoknak is nyitottak. Megkezdődött a gimnázium új szárnyának hozzáépítése meglévő épülethez, amely négy új tantermet, valamint öltözőt, zuhanyozót foglalt magába kondicionáló teremmel együtt.
2002-ben elkészült az új tantermi szárny szerkezet-kész állapotban. Folytatódott a régi épület átépítése, további tantermek, vizesblokk kialakítása az érkező új tanulói évfolyamok számára. Felavatásra került az Áprily Lajosról elnevezett közösségi terem, ahol a költőnek Riesz Zoltán fotóművész ajándék fényképeivel díszített idézetei kerültek elhelyezésre. Elkészült és felszerelésre került a korszerű természettudományos szaktanterem digitális multimédiás eszközökkel, vegyifülkével, elszívó berendezéssel és szertárral.
2003-ban elkészült az új tantermi szárny földszinti és alagsori része, két új tanteremmel, egy tornaszobával, két öltözővel, zuhanyozóval, orvosi szobával és raktározó helységekkel. Befejeződött a régi épület átépítése. Szülői adományokból Páljános Ervin szentendrei szobrász fehér márványból megfaragta az iskola homlokzatára a gimnázium címerét.
2004-ben befejeződött az új tantermi szárny, valamint a konyha és a gondnoki lakás építése. Szeptembertől minden tanuló a gimnáziumban ebédelhetett. Elkezdődött a tetőtér beépítése, ahol további tantermek és könyvtár, valamint (a későbbiekben) 400 személyes közösségi tér, kápolna kerül elhelyezésre. Októberben felavatásra került az étkező és konyhai szárny, valamint a tetőtér beépítésből elkészült első két tanterem.
2005-ben folytatódott a tetőtér beépítése, ahol egy újabb tanterem, könyvtári olvasó, könyvtárosi szoba és nagy méretű könyvraktározó galéria került kialakításra, a majdani 400 személyes kápolna előterének megépítésével együtt. Megnyílt a főlépcsőház a gimnázium épületének mindhárom szintje között. Az eredeti és immár teljes egészében átépített tűzoltósági épület alapterületét, mely 1150 m2, ezzel már meghaladja az utólag hozzáépített új épületrészek területe (1234 m2).
2006-ban Lakatos Dezső egykori szentendrei presbiter egyházi célra adott hagyatékából (34,5 millió Ft) hozzákezdtek a gimnázium utcai szárnyának tetőtér-beépítéséhez, ahol a tervek szerint 440 ülőhelyes díszterem (kápolna) épül majd. A tetőszerkezet és a cserepezés teljes cseréjével, aljazat-beton fektetéssel a leendő nagy méretű helyiség szerkezetkész állapotáig jutottak.
2007-ben a készülő díszterem (kápolna) délkeleti tetőzetén az eredeti cserepezési tervekkel szemben nagyméretű, háromszög alakú üvegablakot, abba építve pedig két kisebb, szabadba nyíló erkélyt létesítettek, mivel innen megkapó panoráma nyílik a városa és a tájra. Megépült a díszterem (kápolna) beton-pódiuma is.
2008-ban elkészült a díszterem (kápolna) belső tető-szigetelése, és a villanyszerelés. EU-s pályázatot adtak be a létesítendő tornaterem építésének támogatására a Közép-magyarországi Régió közoktatás-fejlesztési pályázatán.
2009. március 17-én elnyerték az Európai Unió 250 millió Ft-os pályázati támogatását KMOP keretében tornaterem-építésre és a gimnázium épületének részleges akadály-mentesítésére. A fenntartó egyházközség a törvények értelmében közbeszerzési pályázaton választotta ki a kivitelezőt, amellyel szerződést írt alá a munka elvégzéséről 2009 szeptember 28-i kezdéssel és 2010. július 31-i befejezéssel.
A tornaterem építéséhez 9,2 millió Ft értékben szülői természetbeni adomány érkezett szigetelő anyagok, gipszkarton burkoló lemezek, szerelvények és térburkoló kő formájában.
Az “első kapavágás” október 5-én a gimnázium udvarán tartott hétfő reggeli áhítat keretében történt ünnepélyes keretek között, amit a diákok és tanárok lelkes tapsa és éljenzése követett, majd munkához látott a markológép...
2010-ben egész télen folyt a tornaterem építése, amihez tavasszal csatlakozott a régi épület tetőterében félig kész kápolna befejezése, valamint a díszudvar és a gépkocsi parkolók megépítése. A tornateremben 10,5 m széles színpad, szemben vele az első emelet magasságában lelátó-erkélysor került elhelyezésre. A tornatermet energiatakarékos, mennyezeten elhelyezett sugárzó fűtéssel látták el, ami által az a hagyományos fűtéshez szükséges gázmennyiségnek mindössze 30%-ával is működőképes lett, és amihez hozzásegített a tetőre került napkollektorok hő-támogatása. A tornaterem mediterrán ihletésű harangtornyot kapott, melyen a Gombos Miklós őrbottyáni harangöntő által öntött 55 kg-os, elektronikusan vezérelt harangot helyezték el, és befalazva a gimnázium építésének történetét is. A harang minden délidőben, valamint a hétfő reggeli hét-kezdő áhítatok, a különböző istentiszteleti és az ünnepi alkalmak előtt szólal meg.
A tetőtéri, 480 ülőhelyes kápolna belülről akusztikus lemezekkel került burkolásra a nagy visszhangosság miatt, szaktervezője Arató Éva hangmérnök. A borovi fenyőből készült ülőpadok is ekkor készültek a kőris padlózattal és a fűtés burkolásával együtt, valamint a négyszárnyú üvegezett tölgyfa bejárati ajtójával, melyet a nyolc ágú Kálvin-csillag ékesít. A kápolna és a tornaterem belsőépítészi terve Vörösné Baracsi Erzsébet munkája, aki a gimnázium többi részének belsőépítészeti terveit is készítette. A kápolna bejárata előtti oldalfalon került elhelyezésre Szuromi Imre építész-festőművész “Szabadulás” c. triptichonja, melyet a gimnáziumot évtizedek óta építész tervekkel ellátó művész 2010-ben alkotott és ajándékozott a gimnáziumnak.
A díszudvar burkolása szülői adományból való piros-fekete térkő, ennek közepére került Farkas Ádám Munkácsy díjas szobrászművész Univerzum c. gránit díszkútja. A vízben forgó, nyolc mázsás kék-fehér, Azul Macaubas gránitkő forgása megegyezik a föld forgásával, melyből ugyan időlegesen kézzel kitéríthető, de pár perc múlva visszatér eredeti pályájához. A forgó gömböt hordozó vörös, Multicolor gránitból készült nyolcszögletű kőépítmény oldalán a csontok megelevenedéséről szóló ószövetségi prófécia egy mondata olvasható az 1590-es Vizsolyi Biblia szövege szerint: “Az négy szelek felől jöjj elő, te Lélek!” (Ez. 37,9) A díszudvart a torony oldalán napóra ékesíti latin nyelvű felirattal: “Lux lucet, tenebris docet” (A fény megvilágosít, az árnyék tanít.). Árnyékvetőjének paramétereit Ferenczi Alpár fizika-tanár számította ki, grafikai rajza Szuromi Imre műve, a kőfaragást pedig Páljános Ervin szobrászművész készítette. A kápolna, tornaterem és díszudvar ünnepélyes egyházi felszentelésére és használatbavételére 2010. szeptember 18-án került sor.

## Oktatás
1998-ban meghirdetésre került a Szentendrei Református Gimnáziumba való felvételi egy nyolcosztályos (5. osztályt érettségiig) és egy négyosztályos (9. osztálytól érettségiig) tartó tagozatra. 2004-ben a tanulók létszáma 307, tanári kar létszáma 32 állandó és 2 óraadó. A gimnázium 2008-ban érte el teljes tanuló létszámát, mivel felmenő rendszerben történik az évfolyamok beiskolázása.

### Ösztöndíjak
A gimnáziumban a szülők és adományozók (köztük egy végzett osztály tagjai) jelenleg 13 különböző ösztöndíjat működtetnek a legjobb, ill. leginkább rászoruló diákok támogatására.

### Igazgatók
- Dr. P. Tóth Béláné (1999-2009)
- Földi János (2009-2024)
- Hörömpő Zsuzsanna (2024-)

## Művészeti alkotások
1999-ben szentendrei festők képeket és grafikákat ajándékoztak az újonnan indult iskolának.
2000-ben Deim Pál Kossuth-díjas festőművész színes ólomüveg-ablakot készített a gimnázium aulájának.
2001-ben felavatásra került Farkas Ádám szobrászművész ajándéka, az aulát díszítő "Arbor Plantata" vörösmárvány oszlop-burkolat, amely az iskola jelmondatát képező "Víz mellé ültetett fa" ábrázolata.
2002-ben Riesz Zoltán fotóművész művészi fénykép-sorozatot adományozott Áprily idézetekkel.
2005-ben egy szülő 600 ezer Ft-os adományából bronz Áprily Lajos dombormű készült a gimnáziumnak a költőről elnevezett termének falára, amit Somogyi Tamás szobrászművész készített. A domborművön a költő képmása látható, valamint "A ragyogó madár" c. versének egy részlete olvasható.
2006-ban fehér márványba faragva elkészült a gimnázium címere az utcai homlokzatra.
2007-ben a kápolna üvegablak felső hányadában Deim Pál Kossuth-díjas festőművész ólomüveg kompozíciója került elhelyezésre, mely a Szentlélek kitöltetésének pünkösdi lángnyelveire utal.
2010-ben Farkas Ádám “Univerzum” c. gránit mobil díszkútja került a gimnázium díszudvarára.

## Külső hivatkozások
- A Szentendrei Református Gimnázium honlapja
- A Szentendrei Református Gimnázium avatása a YouTubeon